# Jasenica (gmina Gradačac)
Jasenica – wieś w Bośni i Hercegowinie, w Federacji Bośni i Hercegowiny, w kantonie tuzlańskim, w mieście Gradačac. W 2013 roku liczyła 223 mieszkańców, z czego większość stanowili Boszniacy.